# Dispnee
Dispneea (năduf)  (din limba greacă dys = rău, pnein = a respira), este o stare instalată datorită efortului fizic intens, dar poate fi și o starea patologică datorită unor boli, care se manifestă prin respirație grea, modificarea ritmului respirației.
În 85% din cazuri când este vorba de o boală, aceasta se datorează fie astmului, pneumoniei, ischemiei cardiace, insuficienței cardiace congestive, unei boli pulmonare obstructive cronice, sau din cauze psihogene, de obicei Tratamentul depinde de cauza care sta la baza. Mai nou, frecvent dispneea apare in cazurile de COVID-19.